# Петрове (Керченський район)
Петро́ве (до 1948 року — Населений пункт при станції Ак-Мана́й, крим. Aq Manay stansiyası) — село Керченського району Автономної Республіки Крим, населення якого становить 88 осіб (2001).
Село розташоване в західній частині Керченського півострова. У селі є невелика станція на залізничній гілці Керч — Джанкой. Відстань до узбережжя Азовського моря на північ становить близько 7 км, а до узбережжя Чорного моря — приблизно 7 км, до Керчі — 83 км.
Село виникло як станиця при залізничній станції Ак-Манай (зараз станція Петрове), статус села і власну назву Петрове одержало у 1948 році. Перейменоване на честь героя Радянського Союзу Петрової Галини Костянтинівни.